# Jean de Paleologu

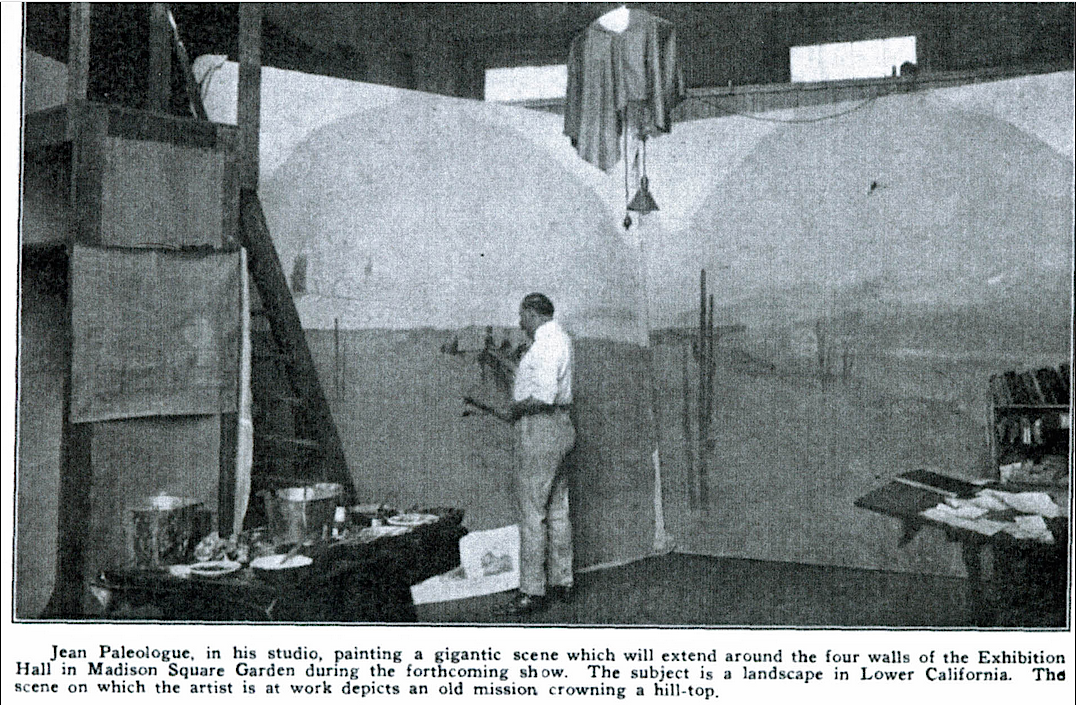
Jean de Paleologu pictând pereții din Madison Square Garden, 1928

Jean de Paleologu (sau Paléologue; n. 29 august 1855, București, Țara Românească – d. 24 noiembrie 1942, Miami Beach, Florida, SUA) a fost un pictor și ilustrator româno-american. Se semna deseori ca Pal (sau PAL).

## Biografie
Jean de Paleologu s-a născut în 1855 în București. Unchiul său era diplomatul francez Maurice Paléologue. 
A studiat în Marea Britanie și în România, apoi s-a stabilit la Paris. În 1900 a emigrat în SUA.
Operele sale au început apoi să apară în multe periodice din întreaga lume, inclusiv Vanity Fair, Strand Magazine, New York Herald Tribune, Plume, Rire, Cocorico, Froufrou, Sans-Gêne și Vie en Rose. De asemenea, a desenat portrete caricaturale ale unor oameni celebri.
În ultimii ani de carieră a lucrat în domeniul graficii aplicate, realizând reclame și afișe. Cel mai remarcabil, el a creat posterul oficial pentru cursa de automobile Cupa Vanderbilt din 1908.
Jean de Paloelogu a fost căsătorit de 4 ori și a avut un fiu, Ion Alessandro Paléologue.
Jean de Paleologu a decedat pe 24 noiembrie 1942 în Miami Beach.